# Mònica Glaenzel
Mònica Glaenzel Ribas (Barcelona; 27 de febrero de 1970) es una actriz española de teatro, televisión y cine (en menor medida). Se hizo conocida por el público por su interpretación del papel de Emma en la serie de TV3 Plats bruts.

## Trayectoria

### Teatro
- Kràmpack (1994)[1]
- L'avar (1996)[2]
- Sóc lletja (1997)[3]
- Soy fea (1998)[4]
- Excuses! (2000)[5]
- L'últim cigarro (2003)[6]
- Aurora De Gollada (2006)[7]
- Romeo i Julieta (narradora) (2007)[8]
- L'ham (2007)[9]
- El dia del profeta (2007)[10]
- M.A.R.I.L.U.L.A. (2014)[11]
- Marits i mullers (2015)[12]
- Fes-me una perduda (2017)[13]
- El tràmit (2018)[14]
- Hip Hop Big! (2020)[15]

### Televisión
- Plats bruts (actriz, en el papel de Emma) (1999-2002)
- L'un per l'altre (actriz, en el papel de Maria) (2003-2005)
- Ventdelplà (actriz, en el papel de Clara) (2007-2009)
- Com si fos ahir (actriz, en el papel de Madre de Jan) (2021)

### Cine
- Els peixos argentats a la peixera (1991)
- Monturiol, el senyor del mar (1993)
- Mi hermano del alma (1993)
- Krámpack (2000)
- Naüt (2013)
- Transeúntes (2015)
- Jackpot (2024)